# Santa Faç (Alacant)
|  | Per a altres significats, vegeu «Santa Faç (desambiguació)». |

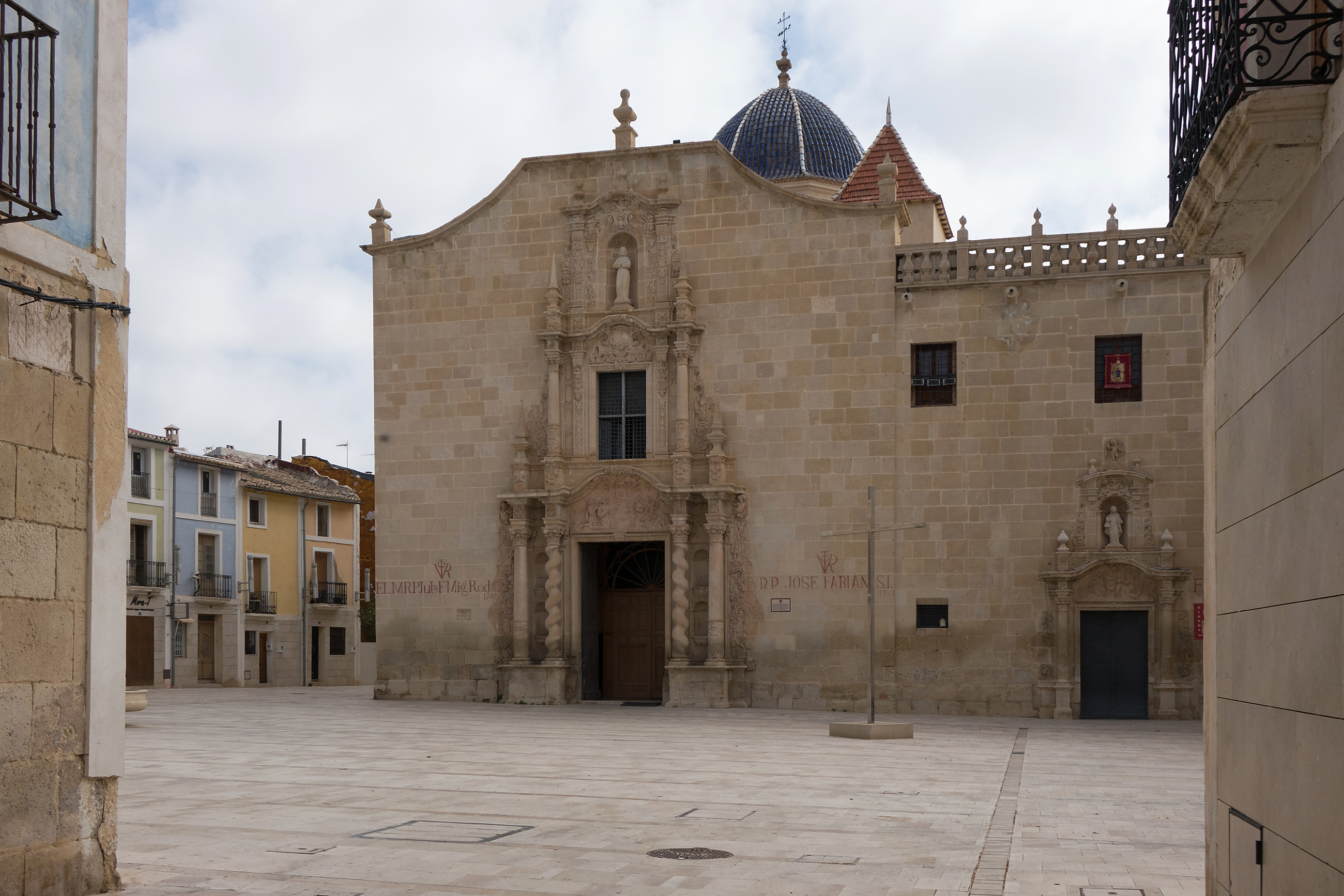
Imatge parcial del Monestir de la Santa Faç.

La Santa Faç és una de les dotze entitats de població que conformen l'organització político-administrativa d'Alacant. S'articula al voltant del monestir de la Santa Faç, del qual pren el nom i en el qual es venera la relíquia de la Santa Faç d'Alacant, entorn de la qual es duu a terme anualment la Romiatge de Santa Faç.
Està dividida administrativament entre els municipis d'Alacant i de Sant Joan d'Alacant. Té 767 habitants (INE 2009), dels quals 640 es troben dins del terme d'Alacant i 127 dins del terme de Sant Joan.
Dins de la seva àrea se situen diverses torres de defensa, com les de la Santa Faç, Reixes, el Boter, la Cadena, el Ciprer, Alameda, Plàcia i Soto, que van ser recollides en 1997 sota la declaració de Bé d'Interès Cultural.
Santa Faç consta de les següents vies urbanes: Alberola Canterac, Luis Foglietti, Vicente Rocamora Onteniente, Antonio Ramos Alberola, alcalde José Abad, Barranquet o Mitja Galta per tractar-se d'un carrer amb cases a un sol cantó, Major, Sant Dídac (carrer i plaça), Verònica, Hospital i Santa Faç (aquestes tres últimes al terme municipal de Sant Joan d'Alacant).